# Аргинбаева, Светлана Робертовна
Светлана Робертовна Аргинбаева (баш. Светлана Роберт ҡыҙы Арғынбаева; род. 8 января 1966, Сибай, Башкирская АССР) — певица, народная артистка Республики Башкортостан (2003).

## Биография
Родилась 8 января 1966 года в городе Сибае Башкирской АССР.
Училась на вокальном отделении Уфимского училища искусств (класс заслуженного деятеля искусств РБ А. Х. Чембарисовой).
В 1993 году окончила Уфимский Государственный институт искусств (ныне — Уфимская государственная академия искусств им. З. Исмагилова) по специальности «сольное пение» (класс заслуженного работника культуры России, народной артистки Башкортостана, профессора Р. Г. Галимуллиной).
Место работы: c 1993 года работает в оперной труппе Башкирского государственного театра оперы и балета.
С 1994 по 1997 годы Светлана Робертовна стажировалась в Академии оперного искусства в городе Озимо (Италия) у маэстро Марио Мелани, брала мастер классы у Серджо Сегаллини (Франция), Раины Кабайванска (Болгария), в 2000 году стажировалась в Академии им. Дж. Россини в городе Пезаро (Италия).
Выступала с певцами: Лео Нуччи (Италия), Раина Кабайванска (Болгария), Луис Лима (Аргентина), Уоррен Мок (США), дирижёрами: Анджело Инглези (Италия), Марко Гвидарини (Италия), Веннацио Сорбини (Италия), Хорхе Рубио (Испания), Жак Делакот (Франция).

## Репертуар
- Дорабелла (В.-А. Моцарт «Так поступают все»)
- Ульрика (Дж. Верди «Бал-маскарад»)
- Кармен (Ж. Бизе «Кармен»)
- Изабелла (Дж. Россини «Итальянка в Алжире»)
- Розина (Дж. Россини «Севильский цирюльник»)
- Сузуки (Дж. Пуччини «Мадам Баттерфляй»)
- Далила (К. Сен-Санс «Самсон и Далила»)
- Постумия (Ж. Массне «Roma»)
- Шарлотта (Ж. Массне «Вертер»)
- Сильва (И. Кальман «Сильва»)
- Кюнбике (З. Исмагилов «Салават Юлаев»)
- Яубике (З. Исмагилов «Шаура»)
- Куйхылу (З. Исмагилов «Послы Урала»)

## Концертный репертуар
- Дж. Верди. «Requiem»
- Дж. Россини. «Stabat Mater»
- Дж. Россини. «Маленькая торжественная месса»
- Н. Джоза. «Requiem» (памяти Г. Доницетти)
- А. Боррони. «Messa di Requiem»

## Награды
- Дипломант Международного конкурса оперных певцов имени С. Я. Лемешева (Тверь) (1992)
- Дипломант и обладательница специального приза за лучшее исполнение произведения Россини на Международном конкурсе вокалистов имени Ф. Виньяса в г. Барселоне (Испания) (1993). Награждена стажировкой в г. Озимо (Италия).
- Лауреат III премии Международного конкурса вокалистов имени Виотти (Испания) (1994)
- Заслуженная артистка Республики Башкортостан (1995)
- Народная артистка Республики Башкортостан (2003)